# Сьоко Асахара
Сьоко Асаха́ра (яп. 麻原 彰晃), справжнє ім'я Тідзу́о Мацумо́то (яп. 松本 智津夫); нар. 2 березня 1955, Яцусиро, префектура Кумамото, Японія — пом. 6 липня 2018, Токіо) — засновник і керівник японської мілленаристської неорелігійної секти, що базується на буддизмі ваджраяни по своєму характеру терористичної, тоталітарної, та деструктивної. Секта Аум сінрікьо (Алеф) влаштувала теракт з використанням отруйної речовини зарин в токійському метро. В ході подальшого судового процесу засуджений до страти і був повішений.

## Рання біографія
Народився Тідзуо Мацумото 2 березня 1955 року у Яцушіро (префектура Кумамото, Японія) в бідній багатодітній (мав шість братів і сестер) родині виробника татамі. З ранніх років страждав глаукомою, будучи повністю сліпим на ліве око і частково на праве.
У 1975 році він закінчив школу для дітей з ослабленим зором і, не зумівши вступити до медичної школи, самостійно займався вивченням фармакології, акупунктури і традиційної китайської медицини. Потім Асахара відкрив власну аптеку в місті Тіба, де продавав китайські ліки. У 1982 році Асахара був арештований за продаж підроблених медикаментів та відсутність ліцензії на заняття приватною медичною практикою і був змушений заплатити штраф у розмірі 200 000 ієн, після чого його бізнес збанкрутував.

## Релігійна діяльність
Релігійні пошуки Асахари почалися, коли він працював, щоб нагодувати свою сім'ю. Він присвячував весь свій вільний час вивченню різних релігійних навчань, почавши з китайської астрології та даосизму. Пізніше Асахара почав цікавитися езотеричною йогою і християнством. Приблизно в цей же час він став членом необуддистської секти Агон-сю, в якій використовувалися різні положення буддизму та індуїзму. Саме з її вчення згодом багато чого було запозичено Асахарою для розробки доктрини Аум сінрікьо.
У 1984 році, переживши судовий процес і період духовної кризи, Тідзуо Мацумото змінив свої справжні ім'я та прізвище на Асахара і створив релігійну групу «Аум сінсен-але-кай», яка потім стала відома як Аум сінрікьо. Асахара почав роздавати на вулиці рекламні листівки занять з йоги і лікарських трав. У 1989 році влада Японії нарешті задовольнила заявку Асахари, зареєструвавши Аум сінрікьо як релігійну організацію. Після офіційного визнання в організацію почався приплив нових адептів. Асахара став іменувати себе «агнцем Божим», «Христом», «токійським Христом», «Святійшим Папою», «Рятівником країни», «єдиним в Японії просвітленим майстром». Асахара заявляв, що прийшов взяти на себе гріхи всього людства, що володіє могутністю наділяти своїх послідовників духовною силою, звільняти від гріхів і поганих вчинків. Він пропагував швидке настання Судного дня, який повинен був виявитися в Третій світовій війні з апофеозом у вигляді «ядерного Армагеддону». Все це знайшло відображення в теології і стратегії Аум сінрікьо. Асахара заявляв, що існує всесвітня змова, в якій беруть участь євреї, масони, голландці, Британська королівська сім'я і конкуруючі релігії в Японії.
Аум сінрікьо мала розвинену мережу в Росії. На початку 1990-х років Асахара і його соратники вели регулярну радіопередачу на Центральному радіо, симфонічний оркестр «Кірен» давав концерти в спортивному комплексі «Олімпійський», виконуючи твори Асахари.

## Політична діяльність
У 1990 році Асахара зробив спробу створити політичну партію для участі у парламентських виборах, сподіваючись, що в разі перемоги 25 кандидатів зі свого виборчого списку, зайняти крісло прем'єр-міністра, але зазнав нищівної поразки.

## Судовий процес
Після теракту в метрополітені японської столиці Токіо, організованого членами Аум сінрікьо 20 березня 1995 року, Сьоко Асахара був заарештований у травні 1995 року. Асахарі було пред'явлено 13 звинувачень, включаючи організацію вбивств і викрадень 26 осіб. У 2003 році державний обвинувач зажадав покарання у вигляді смертної кари.
У 2004 році після восьми років процесу Токійський окружний суд визнав Асахару винним і засудив його до смертної кари через повішення. У ході судового процесу було витрачено більше $3 мільйонів. Судом було заслухано понад 170 свідків. Сам Асахара з листопада 1999 року відмовився від свідчень і не визнавав себе винним по більшості пунктів звинувачення.
15 вересня 2006 року Верховний суд Японії відхилив останню апеляцію і остаточно затвердив смертний вирок Асахарі. У червні 2012 року смертна кара Сьоко Асахари була відкладена Міністерством юстиції у зв'язку з незакінченими судовими процесами інших членів Аум сінрікьо.

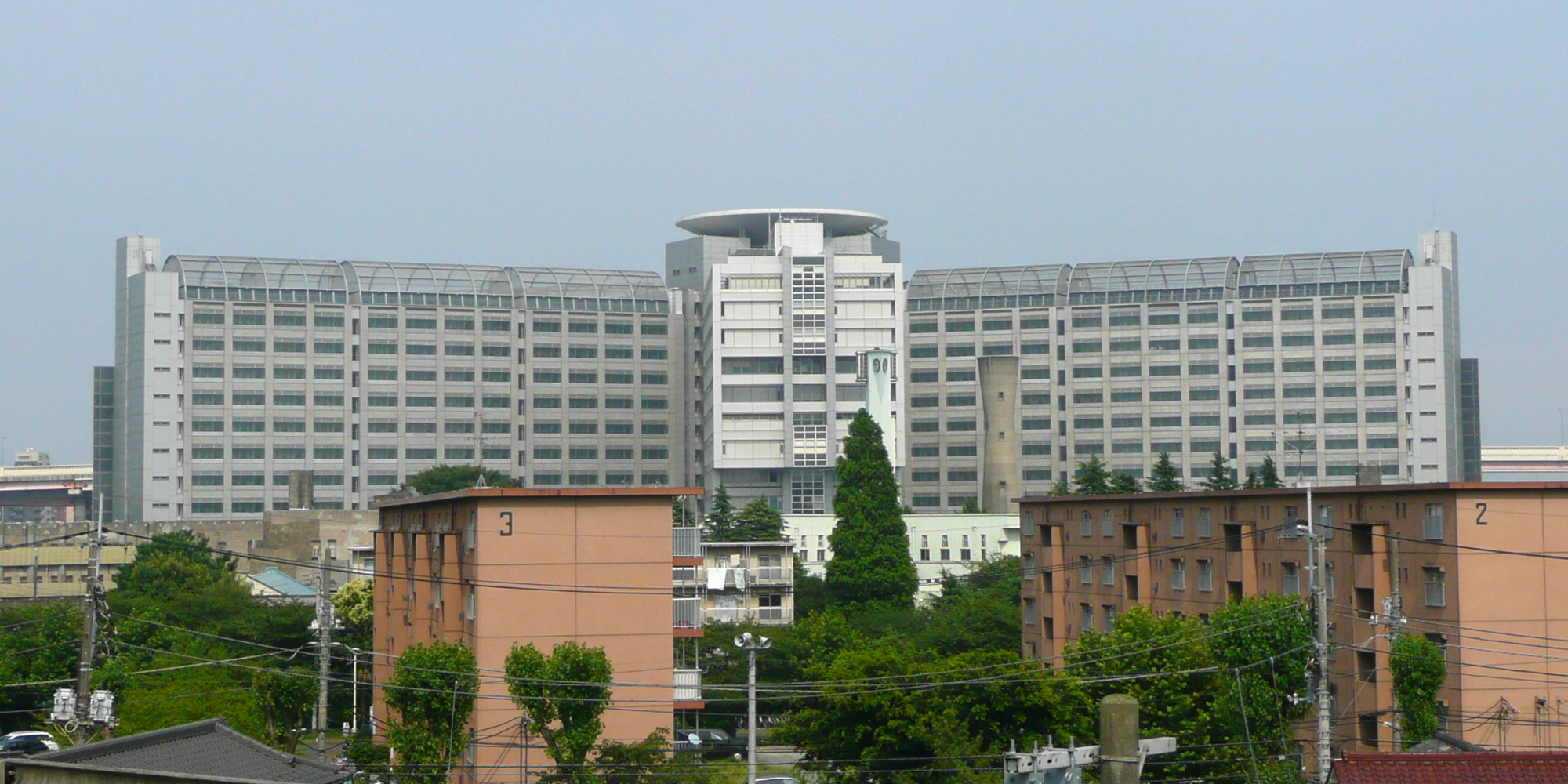
Місце страти лідерів секти «Аум Сінрікьо»

## Кара
6 липня 2018 року Сьоко Асахара та шість його сподвижників були страчені в Токійській в'язниці через повішення.

## Наукова література
- Asahara Shoko // Encyclopædia Britannica.
- Atkins, Stephen E. Encyclopedia of Modern Worldwide Extremists and Extremist Groups. — Westport: Greenwood Publishing Group, 2004. — 400 p. — ISBN 978-0-313-32485-7.
- Beckford, James A. A Poisonous Cocktail? Aum Shinrikyo's Path to Violence // Nova Religio. — 1998. — Вып. 2. — № 1. — С. 305—306. — DOI:10.1525/nr.1998.1.2.305.
- Cronin A. K., Aden H., Frost А., Jones B. Aum Shinrikyo (Aum) // Foreign Terrorist Organizations. — CRS Report for Congress (англ.)русск., 6 February 2004. — P. 17—19. — 108 p.
- Drozdek, Boris; Wilson, John P. Voices of Trauma: Treating Psychological Trauma Across Cultures. — Springer Science, 2007. — P. 61. — ISBN 978-0-387-69794-9.
- Goldwag, Arthur. Cults, Conspiracies, and Secret Societies: The Straight Scoop on Freemasons, the Illuminati, Skull and Bones, Black Helicopters, the New World Order, and Many, Many More. — Random House (англ.)русск., 2009. — P. 15. — ISBN 978-0-307-39067-7.
- Griffith, Lee. The War on Terrorism and the Terror of God. — William B. Eerdmans Publishing Company (англ.)русск., 2004. — P. 164. — ISBN 978-0-8028-2860-6.
- Kaplan David E., Marshall Andrew. The Cult at the End of the World: The Terrifying Story of the Aum Doomsday Cult, from the Subways of Tokyo to the Nuclear Arsenals of Russia. — Random House, 1996. — ISBN 0-517-70543-5.
- Lewis, James R.; Petersen, Jesper Aagaard. Controversial New Religions. — Oxford University Press, 2005. — P. 165. — ISBN 978-0-19-515683-6.
- Lifton R. J. Destroying the World to Save It: Aum Shinrikyo, Apocalyptic Violence, and the New Global Terrorism. — Henry Holt, 1999. — ISBN 0-8050-6511-3.
- Melton, John Gordon. Aleph // Encyclopaedia Britannica.
- Métraux, Daniel Alfred. Aum Shinrikyo and Japanese youth. — University Press of America (англ.)русск., 1999. — P. 11. — ISBN 978-0-7618-1417-7.
- Partridge, Christopher Hugh. The Re-Enchantment of the West: Alternative Spiritualities, Sacralization, Popular Culture, and Occulture. — Continuum International Publishing Group, 2006. — P. 300. — ISBN 978-0-567-04133-3.
- Snow, Robert L. Deadly Cults: The Crimes of True Believers. — Greenwood Publishing Group, 2003. — P. 17. — ISBN 978-0-275-98052-8.
- Агаджанян А. С. Необуддизм // Энциклопедия религий / Под ред. А. П. Забияко, А. Н. Красникова, Е. С. Элбакян. — М.: Академический проект, 2008. — С. 861—862. — 1520 с. — ISBN 978-5-8291-1084-0 ISBN 978-5-98426-067-1.
- Егорцев А. Ю. Аум Синрикё // Православная энциклопедия. — М.: Церковно-научный центр «Православная энциклопедия», 2001. — Т. III. — С. 752. — 693—694 с. — 40 000 экз. — ISBN 5-89572-008-0.
- Жаринов К. В. Аум синрикё // Терроризм и террористы: Ист. справочник / под общ. ред. А. Е. Тараса. — Мн.: Харвест, 1999. — 606 с. — (Коммандос).
- Олейник Н. Н. Возникновение и опасность терроризма для развития российского федерализма // Научные ведомости Белгородского государственного университета. Серия: Философия. Социология. Право. — Белгород: Белгородский государственный университет, 2009. — Т. 10, № 9. — С. 142—147.
- Пахомов С. В. Буддизм в Японии // Религиоведение: Учебное пособие / Под ред. М. М. Шахнович. — СПб.: Питер, 2007. — С. 181. — 432 с. — («Учебное пособие»). — 3 500 (доп,) экз. — ISBN 978-5-469-00861-3.
- Прокопишин Р. А., Герасимов А. В., Кудеярова Н. Ю. Особенности динамики изменений личности у последователей псевдорелигиозных корпораций. — М.: Институт психологии РАН, 15-16 сентября 1999 г.. Архивировано 25 октября 2013 года.
- Религии мира: история, культура, вероучение / Под ред. А. О. Чубарьяна, Г. М. Бонгард-Левина. — М.: Олма медиа групп, 2006. — 398 с. — ISBN 978-5-373-00714-6.
- Тоталитарная секта // Большая энциклопедия: В 62 томах. — М.: Терра, 2006. — Т. 50. — С. 427, 435. — 592 с. — ISBN 5-273-00432-2.
- Хохлов И. И. Аум Синрике (Учение истины АУМ) Религиозная корпорация АУМ Синрике // Национальная и государственная безопасность Российской Федерации. — 2005.

## Документальна література
- Murakami, Haruki. Underground: The Tokyo Gas Attack and the Japanese Psyche / Translated by Alfred Birnbaum and Philip Gabriel.. — New York: Vintage International (англ.)русск., 2001. — 366 p. — ISBN 0-375-72580-6.
- Sopko John, Edelman Alan Global Proliferation of Weapons of Mass Destruction: A Case Study on the Aum Shinrikyo // USA Senate Government Affairs Permanent Subcommittee on Investigations (англ.)русск.. — Washington: United States Senate, 31 October 1995.
- Виноградов Валерий «„Аум Синрикё“ сменила имя» // Вести.ру. — 27.02.2004.
- Мингажев Сергей «Организатора газовой атаки в токийском метро выдали комиксы» // Вести.ру. — 15.06.2012.
- Рогаткин Александр «Учеников Асахары хватает и в России» // Вести.ру. — 27.02.2004.
- Собиев Дмитрий «Дело Асахары может затянуться еще на столько же» // Вести.ру. — 27.02.2004.
- «Асахаре грозит повешение» // Вести.ру. — 24.04.2003.
- «Асахаре зачитывают обвинение» // Вести.ру. — 27.02.2004.
- «Главу „Аум Синрикё“ приговорили к смерти» // Вести.ру. — 27.02.2004.
- «Задержан последний из лидеров секты „Аум Синрике“» // Вести.ру. — 15.06.2012.
- «Основателя секты повесят» // Вести.ру. — 16.09.2006.